# Équipe des États-Unis espoirs de cyclisme sur route
L'équipe des États-Unis espoirs de cyclisme sur route est l'équipe nationale des moins de 23 ans de cyclisme sur route. La sélection représente les États-Unis aux championnats du monde sur route espoirs. Elle participe également aux épreuves espoirs de l'UCI Coupe des Nations U23 qui regroupent des courses d'un jour, par étapes et des championnats de cyclisme continentaux. 

## Sélectionneurs
- 2012- : Michael Sayers

## Palmarès

### Championnats du monde espoirs
| Édition | Médaille | Coureur         | Épreuve                  |
| ------- | -------- | --------------- | ------------------------ |
| 2001    | Or       | Danny Pate      | Contre-la-montre espoirs |
| 2010    | Bronze   | Taylor Phinney  | Course en ligne espoirs  |
| 2010    | Or       | Taylor Phinney  | Contre-la-montre espoirs |
| 2017    | Argent   | Brandon McNulty | Contre-la-montre espoirs |
| 2019    | Argent   | Ian Garrison    | Contre-la-montre espoirs |
| 2019    | Bronze   | Brandon McNulty | Contre-la-montre espoirs |

### Coupe des nations espoirs
| Édition | Classement | Victoires | Détail |
| ------- | ---------- | --------- | ------ |
| 2007    | -          |           |        |
| 2008    | -          |           |        |
| 2009    | 6e         |           |        |
| 2010    | 5e         |           |        |
| 2011    | 8e         |           |        |
| 2012    | 10e        |           |        |
| 2013    | 13e        |           |        |
| 2014    | 14e        |           |        |
| 2015    | 23e        |           |        |
| 2016    | 7e         |           |        |
| 2017    | 11e        |           |        |
| 2018    | 22e        |           |        |
| 2019    | 32e        |           |        |
| 2021    | 29e        |           |        |
| 2022    | -          |           |        |
| 2023    | 14e        |           |        |

### Championnats panaméricains espoirs
| Édition | Médaille | Coureur         | Épreuve                  |
| ------- | -------- | --------------- | ------------------------ |
| 2010    | Or       | Benjamin King   | Course en ligne espoirs  |
| 2010    | Or       | Benjamin King   | Contre-la-montre espoirs |
| 2011    | Bronze   | Jacob Rathe     | Contre-la-montre espoirs |
| 2012    | Argent   | Nathan Brown    | Contre-la-montre espoirs |
| 2012    | Bronze   | Lawson Craddock | Contre-la-montre espoirs |
| 2017    | Argent   | Ian Garrison    | Contre-la-montre espoirs |